# Слевне
Сле́вне (рос. Слевное) — село у складі Макушинського округу Курганської області, Росія. 
Населення — 226 осіб (2010, 296 у 2002).
Національний склад станом на 2002 рік:
- росіяни — 84 %